# 制造资源计划
制造资源计划（Manufacture Resource Plan, MRP-II）是在物料需求计划上发展出的一种规划方法和辅助软件。

## 目的
在考虑企业实际生产能力的前提下，以最小的库存保证生产计划的完成，同时对生产成本的加以管理。实现企业物流、信息流和资金流的统一。

## 原理
MRP-II是对制造业企业资源进行有效计划的一整套方法。它是一个围绕企业的基本经营目标，以生产计划为主线，对企业制造的各种资源进行统一的计划和控制，使企业的物流、信息流、资金流流动畅通的动态反馈系统。可以简单理解为在闭环MRP的基础上，集成财务管理功能。
需求量、提前期与加工能力是 MRP-II 制订计划的主要依据。而在市场形势复杂多变，产品更新换代周期短的情况下，MRP-II  对需求与能力的变更，特别是计划期内的变动适应性差，需要较大的库存量来吸收需求与能力的波动。

## 发展
MRP-II 中的一些基本思想和计划方法如独立需求、相关需求、毛需求、净需求、MPS、MRP、CRP、RCCP 等，完善与发展了生产管理的方法与技术，这是生产管理方法的重大创新。
现代的MRPII借鉴和结合了精益制造（Just in Time,JIT）、全面质量管理的思想和理念。
在MRPII的基础上，目前已经发展出企业资源计划（Enterprise Resource Planning,ERP）等管理思想和软件。